# Death Valley

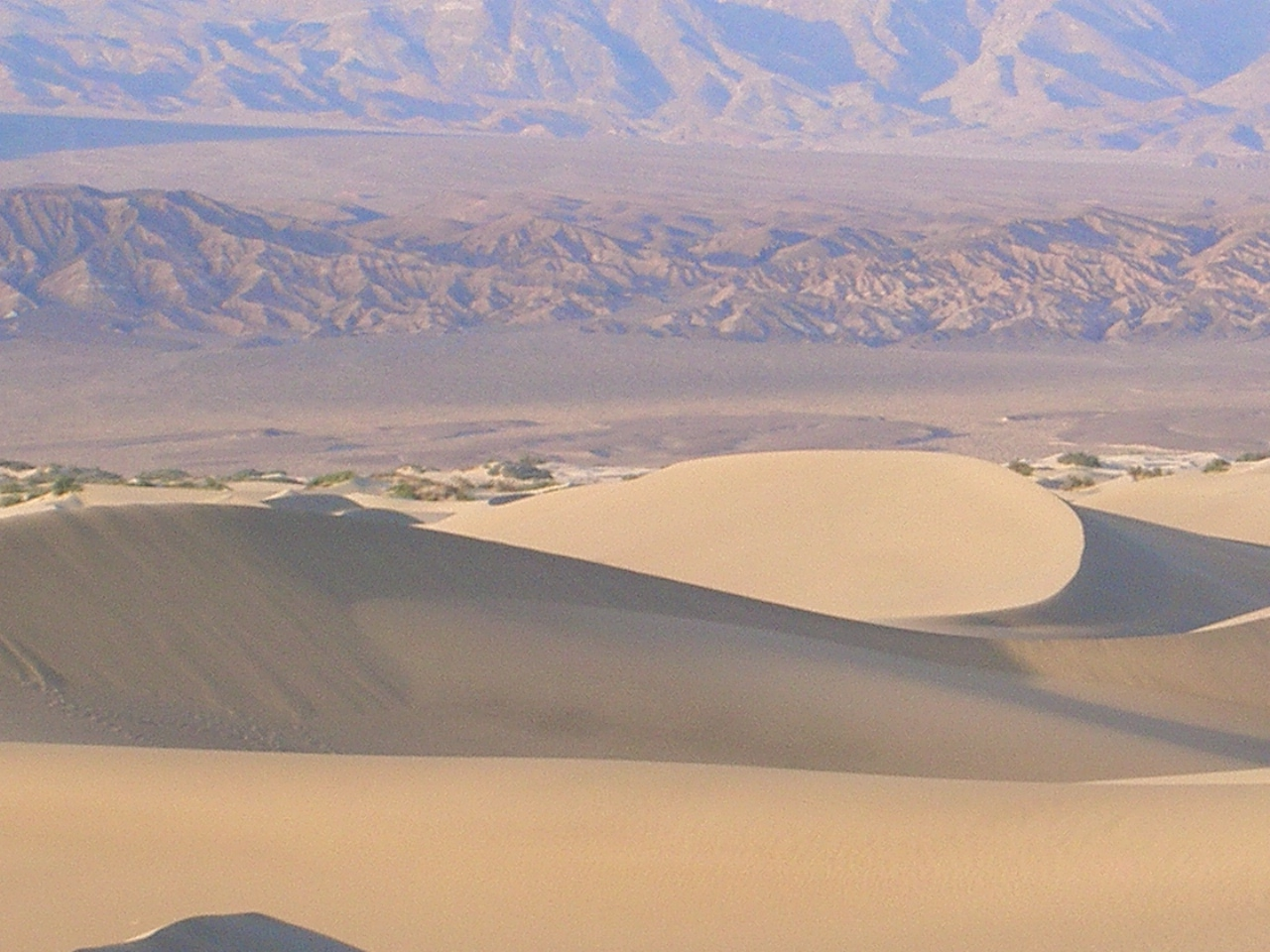
Zandduinen

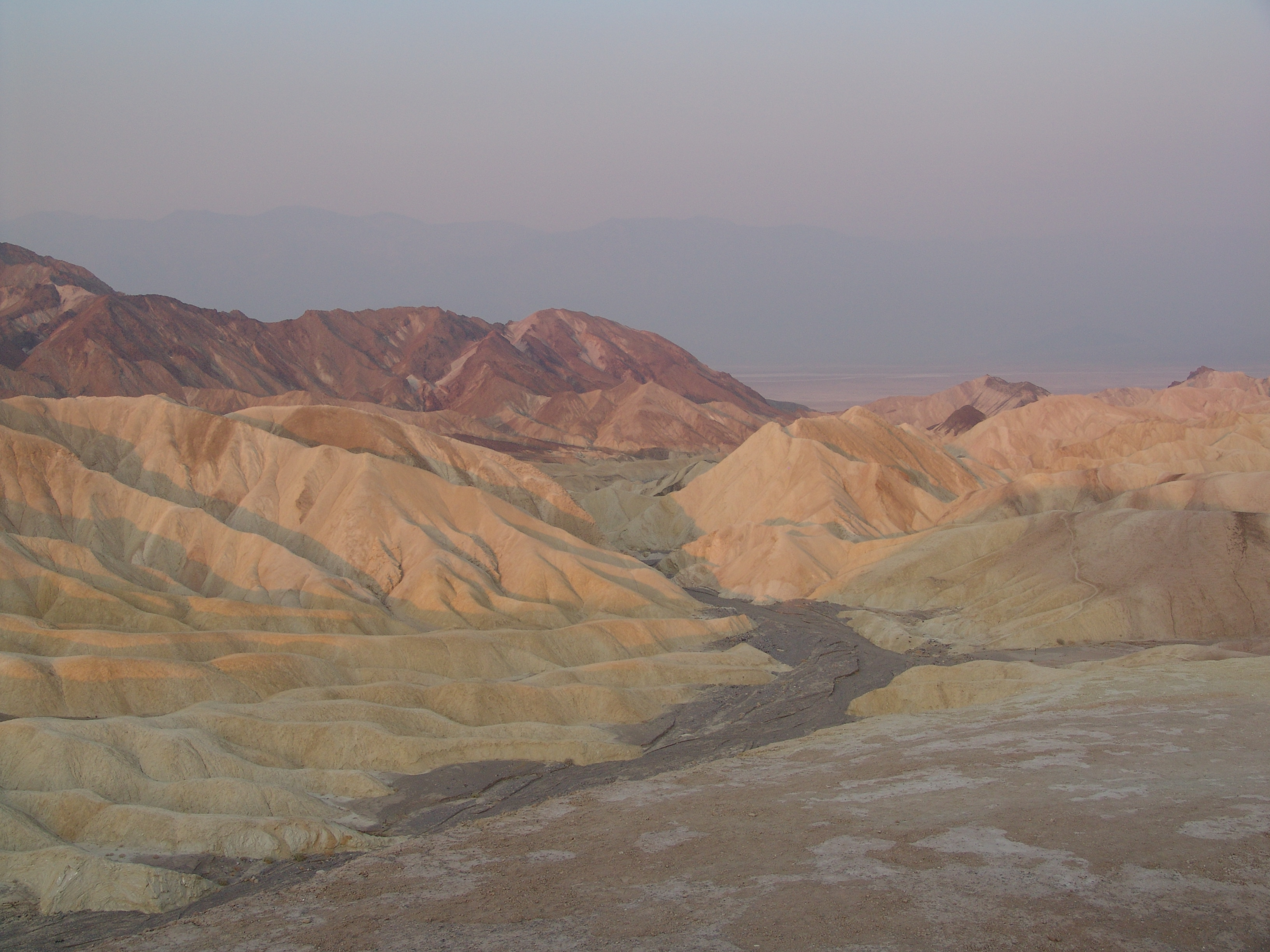
Rotsen bij zonsopkomst

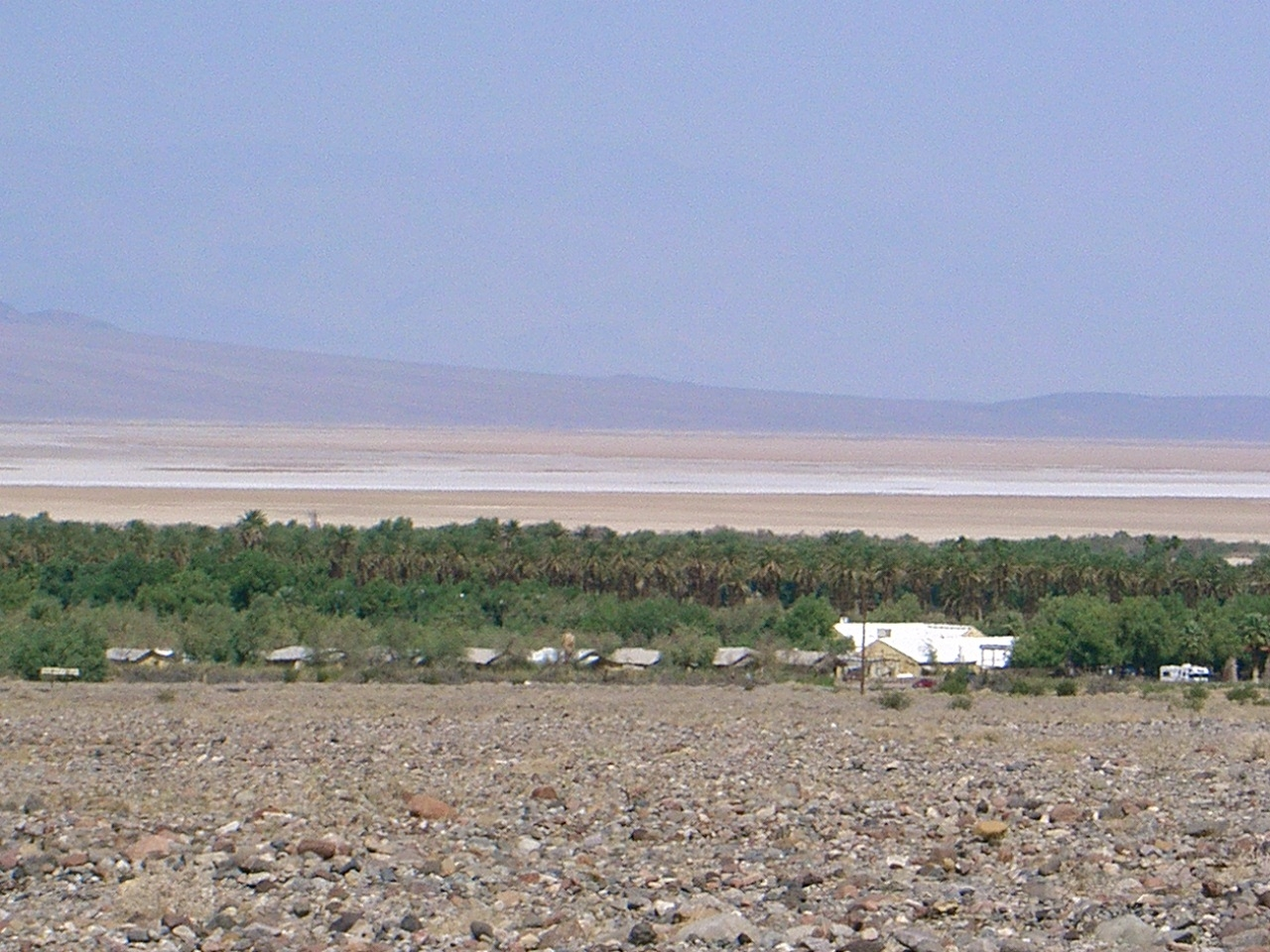
Death Valley

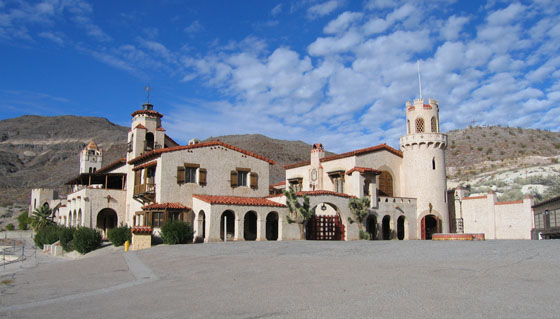
Scotty's Castle

Death Valley ("doodsvallei") is een woestijndal in de Amerikaanse staat Californië. Het dal loopt van noord naar zuid, tussen de Amargosa Range in het oosten en de Panamint Range in het westen. Death Valley is 's zomers een van de heetste plaatsen ter wereld, samen met enkele woestijngebieden in Afrika en het Midden-Oosten. Het Badwater-bekken in Death Valley is met 86 m onder de zeespiegel het laagste punt van Noord-Amerika.
Death Valley maakt samen met zijn omgeving deel uit van Death Valley National Park, dat voor het overgrote deel gelegen is in de staat Californië (voor het grootste deel in Inyo County) en voor een klein deel in de staat Nevada. Het nationale park ligt in het noorden van de Mojavewoestijn en in het Grote Bekken, een groot gebied dat niet afwatert naar de zee. Death Valley National Park omvat een woestijngebied met zoutvlakten, rotsformaties, canyons, zandduinen en bergen.

## Geschiedenis
Het dal kreeg zijn naam in 1849 van immigranten die de vallei wilden oversteken op weg naar een vindplaats van goud. Enkele goudzoekers raakten de weg kwijt en vreesden te zullen omkomen. Er werd besloten de groep te splitsen. De ene groep heeft het niet overleefd. Een vrouw uit de groep van overlevers zou toen ze de vallei verliet, zich omgedraaid hebben en hebben gezegd: "Goodbye, Death Valley". Hieraan zou de vallei zijn naam te danken hebben.
In de jaren 1850 werd in Death Valley goud en zilver gewonnen. In de jaren 1880 werd borax aangetroffen en gewonnen, dat uit het gebied vervoerd werd met door muilezels getrokken wagens. Al snel bleek deze manier van vervoer onrendabel en werd de boraxwinning beëindigd. Niettemin werd Christian Brevoort Zabriskie (de onderdirecteur van de Pacific Coast Borax Company) een bekende naam: Zabriskie Point is naar hem vernoemd.
Death Valley werd pas in 1994 door president Bill Clinton tot National Park uitgeroepen, het was al wel sinds 1933 een National Monument, maar toen had het nog niet de huidige grootte.

## Klimaat
Death Valley National Park is de heetste plek op het westelijk halfrond en de droogste plek van Noord-Amerika. In de maanden juli en augustus loopt de temperatuur regelmatig op tot 50 graden Celsius of hoger. De hoogste gemiddelde maximumtemperatuur is 46,6 °C in de maand juli.
De hoogste temperatuur die hier ooit gemeten werd is 56,7 °C, op 10 juli 1913 in Furnace Creek. Er wordt door deskundigen getwijfeld aan dit record omdat de meting niet gecontroleerd en bevestigd is. Daarom hanteren sommige deskundigen de eveneens in Furnace Creek gemeten 54,0 °C als record. Deze meting stamt uit 2013 en werd wel gecontroleerd en bevestigd. Op zondag 16 augustus 2020 is er mogelijk een nieuw record gezet, toen hier rond 54,4 °C werd gemeten. De hoogste grondtemperatuur ooit gemeten op aarde is 93,9 °C op 15 juli 1972, eveneens op Furnace Creek Ranch. Ook in juli 2018 werd er in Death Valley een nieuw record gevestigd; het was er met een gemiddelde van 42,3 °C de heetste maand ooit gemeten op aarde.
Het gebied is zo droog omdat er een aantal bergruggen liggen tussen de vallei en de Stille Oceaan. Wolken regenen leeg op deze bergruggen, waardoor er in Death Valley vrijwel nooit regen valt, minder dan 50 mm per jaar. Bovendien ligt het gebied zeer laag, in Death Valley bevindt zich het laagste punt van Noord-Amerika. Dit laagste punt bestaat uit een zoutmeer, Badwater genoemd, en ligt 86 m onder de zeespiegel.
Ook al valt er weinig regen, er kunnen in de canyons onderaan de bergen overstromingen optreden. De bodem kan, o.a. door het vrijwel ontbreken van plantengroei, vrijwel geen water opnemen. Een voorbeeld is Golden Canyon, waar de wegverharding in 1976 is weggespoeld.
| Maand                                           | jan | feb | mrt | apr | mei | jun | jul | aug | sep | okt | nov | dec | Jaar |
| ----------------------------------------------- | --- | --- | --- | --- | --- | --- | --- | --- | --- | --- | --- | --- | ---- |
| Gemiddeld maximum (°C)                          | 18  | 23  | 27  | 31  | 37  | 43  | 47  | 45  | 40  | 33  | 24  | 18  | 32,2 |
| Gemiddeld minimum (°C)                          | 3   | 8   | 12  | 16  | 21  | 27  | 30  | 29  | 24  | 16  | 9   | 2   | 16,5 |
| Bron: Klimaatinfo, geraadpleegd op 25 juli 2019 |     |     |     |     |     |     |     |     |     |     |     |     |      |

## Flora en fauna
In Death Valley leven dieren en planten, maar deze zijn aangepast aan het hier heersende klimaat. Een voorbeeld hiervan is de woestijnkangoeroegoffer, die maanden zonder drinken kan overleven. Dat is mogelijk omdat het dier water onttrekt aan de zaden die hij eet, het zijn urine concentreert om minder water te verliezen en het water uit de uitgeademde lucht kan halen. Het dier is 's nachts actief om zo de hitte te vermijden.
De gewone chuckwalla, de grootste hagedis van het park, gebruikt zijn lichaam als een provisiekamer en een kantine. Deze vegetariër eet als de planten bloeien na een regenbui en maakt lichaamsvet aan voor moeilijkere tijden. Het water uit zijn voedsel slaat hij ook op in zijn lichaam, genoeg om enige tijd te kunnen overleven zonder drinken.
In het zoute water van enkele beken komt een bijzondere vis voor die in het zout en de hitte weet te overleven, de Cyprinodon salinus. Deze killivis wordt gezien als het levende bewijs dat het vroeger natter was in Death Valley. Gedurende lange tijd, tot ongeveer 10.000 jaar geleden had Death Valley grote meren, gevoed door regen en het smeltwater van de gletsjers op de nabijgelegen bergen. Het klimaat werd vervolgens droger en de meren droogden op. Dit dwong zowel de mensen als de vissen naar permanente waterbronnen te verhuizen. Sinds die tijd heeft de Cyprinodon salinus overleefd in geïsoleerde bronnen met water op een temperatuur van 35 °C en in stromen waar het water vijf keer zo zout is als het water van de oceaan.

## Bevolking
In Death Valley wonen al ten minste 1000 jaar lang de Timbisha-indianen. Een nederzetting bevindt zich bij Furnace Creek. In de taal van deze indianen heet de vallei tümpisa, wat rotsverf betekent. Dit verwijst naar de rode oker die in Death Valley aangetroffen wordt.

## Bezienswaardigheden
- Artist's Drive en Palette: een verharde weg met zicht op gesteenten met verschillende kleuren
- Badwater: de laagste plek van Noord-Amerika, een zoutvlakte 86 m onder de zeespiegel
- Dante's View: een uitkijkpunt op 1669 m hoogte
- Devil's Golf Course: een vlakte bedekt met een 1 tot 2 m dikke laag haliet
- Furnace Creek: een nederzetting in Death Valley
- Harmony Borax Works: hier werd borax ontgonnen
- Mesquite Flat Sand Dunes: een duinengebied bij Stovepipe Wells
- Panamint City, een spookstad uit de tijd van het Wilde Westen
- Racetrack Playa: een zoutvlakte
- Scotty's Castle: een historische villa in Spaans-koloniale revivalstijl
- Stovepipe Wells: naast Furnace Creek een van de schaarse bewoonde plekken in de vallei
- Ubehebe Crater: een vulkaankrater
- Zabriskie Point: een uitkijkpunt, vernoemd naar de zakenman Christian Brevoort Zabriskie

## Tijdsmomenten van toekenningen
- Nationaal Monument – 11 februari 1933
- Biosfeerreservaat – 1984
- Nationaal Park en Wildernis (95% van het park) – 31 oktober 1994